# 83 (число)
83 (вісімдеся́т три) — натуральне число між  82 та  84.

## У математиці
- Двадцять третє просте число
- 9-е просте число Софі Жермен

## У науці
- Атомний номер  вісмуту

## В інших областях
- 83 рік, 83 рік до н. е., 1983 рік
- ASCII-код символу «S»
- 83 —  Код суб'єкта Російської Федерації і Код ГИБДД-ДАІ  Ненецького автономного округу.
- 83 — Heil Christ (83 позначає латинські літери HC («Heil Christ», 8-а і 3-я букви латинського алфавіту), що означає «Слава Христу!». Використовується християнськими організаціями.